# Julia Montes
Mara Hautea Schnittka (19 de marzo de 1995, Ciudad Quezón), conocida artísticamente como Julia Montes. Es una actriz, cantante y modelo filipina, de ascendencia alemana. Formó parte del evento Goin' Bulilit, antes de participar en la serie televisiva de Mara Clara.

## Biografía
Julia Montes nació en Ciudad Quezón, su madre es Gemma Hautea, filipina y su padre Martin Schnittka, alemán. Su padre la abandonó cuando era una bebé y sólo su madre con problema de sordodura la crio, con la ayuda de su abuela materna, Flory Hautea. Ella tiene familiares en Alemania y una de ellas es Andrea Schnittka, con quien comparte una semejanza.

## Carrera
Ella fue descubierta por sus anuncios de televisión y después la llamaron para formar parte de una serie televisiva difundida por la red GMA-7. Serie titulada "Sana Ikaw Na Nga", que interpretó a la hija de los actores Robin da Rosa y Angelu de León y en algunos episodios de antología dramática ya desaparecida "Magpakailanman." Al no tener exclusividad con su contrato con la Red Kapuso, audicionó para la cadena ABS-CBN "Hiram" y fue aceptada exitosamente. Luego pasó a formar parte del evento infantil "Goin 'bulilit", pronto su nombre se hizo famoso y reconocido
También en 2008, protagonizó en la serie "Maalaala mo Kaya", en un episodio de la serie titulada como "Card", interpretando a Abby, una historia de una niña que anhela el amor de sus padres, mientras está bajo cuidado de su propia yaya (en neologísmo filipino "Nana"). Ella también participó en la serie "Amo a Betty La Fea", Ligaw na Bulaklak, y algunos episodios de MMK, en otros.

## Filmografía

### Televisión
| Televisión   | Televisión                         | Televisión                                                    | Televisión  | Televisión |
| Año          | Título original                    | Personake                                                     | Canal       |            |
| ------------ | ---------------------------------- | ------------------------------------------------------------- | ----------- | ---------- |
| 2003         | Sana Ay Ikaw Na Nga                | Danica                                                        | GMA Network |            |
| 2004         | Hiram                              | Young Stephanie Borromeo                                      | ABS-CBN     |            |
| 2005–2008    | Goin' Bulilit                      | Herself (Mara Schnittka)                                      | ABS-CBN     |            |
| 2008         | Ligaw na Bulaklak                  | Young Janet/Jennifer                                          | ABS-CBN     |            |
| 2008         | Maalaala Mo Kaya: Leather Shoes    | Young Daniella Valencia                                       | ABS-CBN     |            |
| 2008         | I Love Betty La Fea                | Young Daniella Valencia                                       | ABS-CBN     |            |
| 2008         | Maalaala Mo Kaya: Card             | Mara (Ricardo's Sister)                                       | ABS-CBN     |            |
| 2009         | Maalaala Mo Kaya: Lubid            | (Gerald Anderson) Jerome's sister                             | ABS-CBN     |            |
| 2009         | Komiks Presents: Nasaan Ka Maruja? | Maura                                                         | ABS-CBN     |            |
| 2009         | Maalaala Mo Kaya: Diary            | Young Babette                                                 | ABS-CBN     |            |
| 2010         | Shoutout!                          | Herself (Monderifics Team)                                    | ABS-CBN     |            |
| 2010         | Gimik 2010                         | Mara                                                          | ABS-CBN     |            |
| 2010         | Katorse                            | Nellie (flower girl at the ending of Nene and Jojo's Wedding) | ABS-CBN     |            |
| 2010         | The Substitute Bride               | Young Wilda Abrantes                                          | ABS-CBN     |            |
| 2010–2011    | Mara Clara                         | Clara Del Valle/Clara David                                   | ABS-CBN     |            |
| 2010–present | ASAP                               | Herself                                                       | ABS-CBN     |            |
| 2011         | Wansapanataym: Unli-Gift Box       | Star De Jesus                                                 | ABS-CBN     |            |
| 2011         | Wansapanataym: Three-In-One        | Trina Santa Romindo                                           | ABS-CBN     |            |
| 2011         | Laugh Out Loud                     | Herself (Laugh Team with Mara Clara Cast)                     | ABS-CBN     |            |
| 2011–2012    | Growing Up                         | Tammy Magtoto                                                 | ABS-CBN     |            |
| 2012         | Walang Hanggan                     | Katerina Alcantara-Guidotti/Montenegro                        | ABS-CBN     |            |
| 2014         | Ikaw Lamang                        | Monalisa "Mona" Roque                                         | ABS-CBN     |            |

### Películas
| Films | Films              | Films                | Films                    |
| Año   | Título             | Personaje            | Compañía de producción   |
| ----- | ------------------ | -------------------- | ------------------------ |
| 2007  | Bahay Kubo         | Young Lily           | Regal Films              |
| 2007  | Paano Kita Iibigin | Lance's young sister | Star Cinema / Viva Films |
| 2008  | Caregiver          | Ana                  | Star Cinema              |
| 2009  | T2                 | Julia/Engkanto       | Star Cinema              |
| 2011  | Way Back Home      | Jessica Santiago     | Star Cinema              |
| 2012  | The Strangers      | Patricia             | Quantum films            |
| 2012  | The Reunion        | Ligaya               | Star Cinema              |
| 2013  | A Moment In Time   | Jillian              | Star Cinema              |